# 国士舘大学ラグビー部
国士舘大学ラグビー部（こくしかんだいがくラグビーぶ、Kokushikan Univ Rugby Football Club）は、関東大学ラグビーリーグ戦グループ3部に所属する国士舘大学のラグビーユニオンチームである。

## 概要
1959年、創部。1966年、関東大学ラグビー対抗戦グループに在籍した。リーグ戦グループ結成時に在籍した八大学の一つ。1978年、リーグ戦で優勝を果たしたが、大学交流試合で早稲田大に敗れたため、第15回全国大学選手権の出場はならなかった。1部は1996年度に在籍して以来、遠ざかっている。

## タイトル
- 全国地区対抗大学ラグビーフットボール大会 : 1回　
  - 優勝：1965
- 関東大学ラグビーリーグ戦 : 1回
  - 優勝：1978

※年は全て年度。

## 戦績
近年のチームの戦績は以下のとおり。
| 年度 | 所属 | 勝敗      | 順位 | 備考                                 |
| ---- | ---- | --------- | ---- | ------------------------------------ |
| 2005 | 2部  | 2勝5敗    | 6位  |                                      |
| 2006 | 2部  | 1勝6敗    | 7位  | 入替戦 44-17 東京農業大 ※2部残留     |
| 2007 | 2部  | 2勝5敗    | 6位  |                                      |
| 2008 | 2部  | 2勝5敗    | 7位  | 入替戦 15-11 玉川大 ※2部残留         |
| 2009 | 2部  | 2勝5敗    | 7位  | 入替戦 14-36 朝鮮大 ※3部降格         |
| 2010 | 3部  | 7勝0敗    | 1位  | 入替戦 17-17 玉川大 ※3部残留         |
| 2011 | 3部  | 6勝0敗1分 | 1位  | 入替戦 36-22 朝鮮大 ※2部昇格         |
| 2012 | 2部  | 3勝4敗    | 5位  |                                      |
| 2013 | 2部  | 2勝5敗    | 6位  |                                      |
| 2014 | 2部  | 2勝4敗1分 | 6位  |                                      |
| 2015 | 2部  | 3勝4敗    | 5位  |                                      |
| 2016 | 2部  | 3勝4敗    | 6位  |                                      |
| 2017 | 2部  | 1勝6敗    | 7位  | 入替戦 47-5 防衛大 ※2部残留          |
| 2018 | 2部  | 1勝6敗    | 7位  | 入替戦 33-14 防衛大 ※2部残留         |
| 2019 | 2部  | 0勝7敗    | 8位  | 入替戦 31-21 東京農業大 ※2部残留     |
| 2020 | 2部  | 0勝4敗    | 8位  |                                      |
| 2021 | 2部  | 0勝7敗    | 8位  | 入替戦 34-7 防衛大 ※2部残留          |
| 2022 | 2部  | 0勝7敗    | 8位  | 入替戦 46-14 駿河台大 ※2部残留       |
| 2023 | 2部  | 0勝7敗    | 8位  | 入替戦 47-19 新潟食料農業大 ※2部残留 |
| 2024 | 2部  | 0勝7敗    | 8位  | 入替戦 29-33 新潟食料農業大 ※3部降格 |

## 主な在籍選手
- 山口大悟（主将、FL / 昌平高）
- 新井幹（副将、FL / 深谷高）
- 窪田龍之介（副将、CTB / 報徳学園高）

## 在籍した選手
- 鈴木康太（LO/FL/No.8、クボタスピアーズ / 日生学園第二高）
- 谷田部洸太郎（LO/FL、日本代表、パナソニック ワイルドナイツ / 樹徳高）
- 七戸勇気（SH/WTB、７人制日本代表、北海道バーバリアンズ / 青森山田高）
- 平岡航（FB/WTB、三菱重工相模原ダイナボアーズ / 常総学院高）
- 古田仁志（FL、現監督、三洋電機 / 府中西高）
- 飯野雄貴（プロレスラー / 保善高）

## 所在地
- 東京都多摩市永山7-3-1（国士舘大学多摩キャンパス　グラウンド）